# Nectopsyche diarina
Nectopsyche diarina là một loài Trichoptera trong họ Leptoceridae. Chúng phân bố ở miền Tân bắc.